# Cork East (circonscription du Dáil)
Cork East est une circonscription électorale irlandaise. Elle permet d'élire des membres du Dáil Éireann, la chambre basse de l'Oireachtas, le parlement d'Irlande. L'élection se fait suivant un scrutin proportionnel plurinominal avec scrutin à vote unique transférable.

## Députés

### 1923–1937
Note : Les colonnes de ce tableau sont utilisées uniquement à des fins de présentation et aucune importance ne doit être attachée à l'ordre des colonnes. Pour plus de détails sur l'ordre dans lequel les sièges ont été remportés à chaque élection, voir les résultats détaillés de cette élection.

### 1948–1961
Note : Les colonnes de ce tableau sont utilisées uniquement à des fins de présentation et aucune importance ne doit être attachée à l'ordre des colonnes. Pour plus de détails sur l'ordre dans lequel les sièges ont été remportés à chaque élection, voir les résultats détaillés de cette élection.

### Depuis 1981
Note : Les colonnes de ce tableau sont utilisées uniquement à des fins de présentation et aucune importance ne doit être attachée à l'ordre des colonnes. Pour plus de détails sur l'ordre dans lequel les sièges ont été remportés à chaque élection, voir les résultats détaillés de cette élection.

## Élections

### Élections générales irlandaises de 2020
| Parti                                                                                             | Parti              | Candidat           | %    | Comptage | Comptage | Comptage | Comptage | Comptage | Comptage | Comptage | Comptage |
| Parti                                                                                             | Parti              | Candidat           | %    | 1        | 2        | 3        | 4        | 5        | 6        | 7        | 8        |
| ------------------------------------------------------------------------------------------------- | ------------------ | ------------------ | ---- | -------- | -------- | -------- | -------- | -------- | -------- | -------- | -------- |
|                                                                                                   | Sinn Féin          | Pat Buckley        | 23.1 | 12,587   |          |          |          |          |          |          |          |
|                                                                                                   | Parti travailliste | Seán Sherlock      | 12.1 | 6,610    | 6,842    | 6,926    | 7,129    | 7,289    | 8,933    | 9,894    | 11,237   |
|                                                                                                   | Fine Gael          | David Stanton      | 11.3 | 6,143    | 6,207    | 6,214    | 6,245    | 6,318    | 6,957    | 9,576    | 10,309   |
|                                                                                                   | Fianna Fáil        | James O'Connor     | 12.9 | 7,026    | 7,132    | 7,143    | 7,188    | 7,365    | 7,769    | 8,093    | 9,731    |
|                                                                                                   | Fianna Fáil        | Kevin O'Keeffe     | 13.6 | 7,414    | 7,502    | 7,537    | 7,611    | 7,916    | 8,065    | 8,786    | 9,078    |
|                                                                                                   | Sans étiquette     | Mary Linehan-Foley | 7.2  | 3,903    | 4,288    | 4,363    | 4,685    | 5,063    | 5,884    | 5,986    |          |
|                                                                                                   | Fine Gael          | Pa O'Driscoll      | 8.3  | 4,554    | 4,591    | 4,604    | 4,654    | 4,736    | 4,974    |          |          |
|                                                                                                   | Parti vert         | Liam Quaide        | 6.9  | 3,749    | 4,024    | 4,075    | 4,228    | 4,442    |          |          |          |
|                                                                                                   | Aontú              | Conor Hannon       | 2.5  | 1,337    | 1,500    | 1,522    | 1,698    |          |          |          |          |
|                                                                                                   | Sans étiquette     | Thomas Kiely       | 0.8  | 435      | 579      | 629      |          |          |          |          |          |
|                                                                                                   | Irish Freedom      | Frank Shinnick     | 0.8  | 455      | 560      | 598      |          |          |          |          |          |
|                                                                                                   | Sans étiquette     | Shane O’Grady      | 0.5  | 267      | 334      |          |          |          |          |          |          |
|                                                                                                   | Sans étiquette     | Sean O’Leary       | 0.1  | 64       | 76       |          |          |          |          |          |          |
| Électorat : 89,998 Valide : 54,544 Non valide : 401 Quota : 10,909 Participation : 54,945 (61.1%) |                    |                    |      |          |          |          |          |          |          |          |          |

### Élections générales irlandaises de 2016
| Parti                                                                                  | Parti              | Candidat             | %    | Comptage | Comptage | Comptage | Comptage | Comptage | Comptage | Comptage | Comptage | Comptage | Comptage |
| Parti                                                                                  | Parti              | Candidat             | %    | 1        | 2        | 3        | 4        | 5        | 6        | 7        | 8        | 9        | 10       |
| -------------------------------------------------------------------------------------- | ------------------ | -------------------- | ---- | -------- | -------- | -------- | -------- | -------- | -------- | -------- | -------- | -------- | -------- |
|                                                                                        | Parti travailliste | Seán Sherlock        | 13.2 | 6,949    | 7,124    | 7,394    | 7,486    | 7,780    | 8,674    | 8,986    | 9,916    | 11,803   |          |
|                                                                                        | Fine Gael          | David Stanton        | 13.6 | 7,171    | 7,296    | 7,401    | 7,484    | 7,593    | 8,312    | 9,099    | 9,647    | 11,558   |          |
|                                                                                        | Fianna Fáil        | Kevin O'Keeffe       | 15.6 | 8,264    | 8,290    | 8,347    | 8,416    | 8,548    | 8,875    | 9,254    | 9,880    | 11,035   |          |
|                                                                                        | Sinn Féin          | Pat Buckley          | 10.1 | 5,358    | 5,437    | 5,572    | 5,969    | 6,776    | 6,861    | 7,681    | 8,175    | 8,457    | 8,639    |
|                                                                                        | Fianna Fáil        | Barbara Ahern        | 8.7  | 4,594    | 4,635    | 4,730    | 4,824    | 4,986    | 5,081    | 5,553    | 6,216    | 6,432    | 6,781    |
|                                                                                        | Fine Gael          | Noel McCarthy        | 8.3  | 4,406    | 4,425    | 4,479    | 4,565    | 4,718    | 5,688    | 5,779    | 6,203    |          |          |
|                                                                                        | Renua              | Paul Bradford        | 6.1  | 3,244    | 3,327    | 3,460    | 3,531    | 3,834    | 4,191    | 4,596    |          |          |          |
|                                                                                        | Sans étiquette     | Mary Linehan Foley   | 6.0  | 3,145    | 3,280    | 3,365    | 3,515    | 4,104    | 4,132    |          |          |          |          |
|                                                                                        | Fine Gael          | Tom Barry            | 6.6  | 3,461    | 3,495    | 3,520    | 3,532    | 3,573    |          |          |          |          |          |
|                                                                                        | AAA–PBP            | Ciara Leonardi Roche | 3.8  | 1,999    | 2,176    | 2,586    | 3,237    |          |          |          |          |          |          |
|                                                                                        | Sans étiquette     | Kieran McCarthy      | 3.1  | 1,635    | 1,692    | 1,813    |          |          |          |          |          |          |          |
|                                                                                        | Sociaux-démocrates | Ken Curtin           | 2.6  | 1,386    | 1,570    |          |          |          |          |          |          |          |          |
|                                                                                        | Parti vert         | Natasha Harty        | 1.5  | 806      |          |          |          |          |          |          |          |          |          |
|                                                                                        | Sans étiquette     | Patrick Bullman      | 0.5  | 241      |          |          |          |          |          |          |          |          |          |
|                                                                                        | Sans étiquette     | Ross Cannon          | 0.3  | 147      |          |          |          |          |          |          |          |          |          |
| Électorat : 83,236 Valide : 52,806 Non valide : 445 Quota : 10,562 Participation : 64% |                    |                      |      |          |          |          |          |          |          |          |          |          |          |

### Élections générales irlandaises de 2011
| Parti | Parti              | Candidat         | %    | Comptage | Comptage | Comptage | Comptage | Comptage | Comptage | Comptage |
| Parti | Parti              | Candidat         | %    | 1        | 2        | 3        | 4        | 5        | 6        | 7        |
| --- | ------------------ | ---------------- | ---- | -------- | -------- | -------- | -------- | -------- | -------- | -------- |
| | Parti travailliste | Seán Sherlock    | 20.8 | 11,862   |          |          |          |          |          |          |
| | Fine Gael          | David Stanton    | 17.6 | 10,019   | 10,047   | 10,618   | 11,081   | 12,471   |          |          |
| | Fine Gael          | Tom Barry        | 10.2 | 5,798    | 5,888    | 6,097    | 6,397    | 8,898    | 9,726    | 11,450   |
| | Sinn Féin          | Sandra McLellan  | 11.1 | 6,292    | 6,345    | 6,877    | 7,203    | 7,528    | 7,586    | 9,785    |
| | Fianna Fáil        | Kevin O'Keeffe   | 8.8  | 5,024    | 5,066    | 5,145    | 7,811    | 8,401    | 8,478    | 9,136    |
| | Parti travailliste | John Mulvihill   | 10.0 | 5,701    | 5,873    | 6,388    | 6,790    | 6,976    | 7,097    |          |
| | Fine Gael          | Pa O'Driscoll    | 8.8  | 5,030    | 5,086    | 5,236    | 5,444    |          |          |          |
| | Fianna Fáil        | Michael Ahern    | 8.1  | 4,618    | 4,634    | 4,798    |          |          |          |          |
| | New Vision         | Paul O'Neill     | 1.9  | 1,056    | 1,064    |          |          |          |          |          |
| | Parti vert         | Malachy Harty    | 1.1  | 635      | 640      |          |          |          |          |          |
| | Sans étiquette     | Claire Cullinane | 0.9  | 510      | 513      |          |          |          |          |          |
| | Sans étiquette     | Patrick Bulman   | 0.4  | 212      | 213      |          |          |          |          |          |
| | Sans étiquette     | Paul Burke       | 0.3  | 176      | 177      |          |          |          |          |          |
| Électorat : 83,651 Valide : 56,933 Non valide : 526 (0.9%) Quota : 11,387 Participation : 57,459 (68.7%) |                    |                  |      |          |          |          |          |          |          |          |

### Élections générales irlandaises de 2007
| Parti | Parti                               | Candidat        | %    | Comptage | Comptage | Comptage | Comptage | Comptage | Comptage |
| Parti | Parti                               | Candidat        | %    | 1        | 2        | 3        | 4        | 5        | 6        |
| --- | ----------------------------------- | --------------- | ---- | -------- | -------- | -------- | -------- | -------- | -------- |
| | Fianna Fáil                         | Michael Ahern   | 19.2 | 10,350   | 10,536   | 11,221   |          |          |          |
| | Fianna Fáil                         | Ned O'Keeffe    | 18.7 | 10,081   | 10,189   | 10,741   | 11,033   |          |          |
| | Fine Gael                           | David Stanton   | 14.3 | 7,686    | 8,038    | 8,717    | 8,777    | 10,349   | 10,386   |
| | Parti travailliste                  | Seán Sherlock   | 13.6 | 7,295    | 7,650    | 8,287    | 8,324    | 10,100   | 10,162   |
| | Fine Gael                           | Paul Bradford   | 16.6 | 8,916    | 9,110    | 9,375    | 9,398    | 9,837    | 9,863    |
| | Parti travailliste                  | John Mulvihill  | 7.4  | 3,954    | 4,232    | 4,773    | 4,820    |          |          |
| | Sinn Féin                           | Sandra McLellan | 6.8  | 3,672    | 3,943    |          |          |          |          |
| | Parti vert                          | Sarah Iremonger | 2.9  | 1,572    |          |          |          |          |          |
| | Fathers Rights-Responsibility Party | Christy Carr    | 0.3  | 166      |          |          |          |          |          |
| | Sans étiquette                      | John Cronin     | 0.2  | 116      |          |          |          |          |          |
| Électorat : 84,354 Valide : 53,808 Non valide : 477 (0.9%) Quota : 10,762 Participation : 54,285 (64.4%) |                                     |                 |      |          |          |          |          |          |          |

### Élections générales irlandaises de 2002
| Parti                                                                                                   | Parti                | Candidat        | %    | Comptage | Comptage | Comptage | Comptage |
| Parti                                                                                                   | Parti                | Candidat        | %    | 1        | 2        | 3        | 4        |
| --- | -------------------- | --------------- | ---- | -------- | -------- | -------- | -------- |
| | Fianna Fáil          | Ned O'Keeffe    | 23.1 | 10,574   |          |          |          |
| | Fianna Fáil          | Michael Ahern   | 18.2 | 8,340    | 9,204    |          |          |
| | Parti travailliste   | Joe Sherlock    | 10.5 | 4,792    | 5,015    | 6,192    | 8,660    |
| | Fine Gael            | David Stanton   | 13.7 | 6,269    | 6,324    | 6,978    | 8,438    |
| | Fine Gael            | Paul Bradford   | 15.4 | 7,053    | 7,224    | 7,718    | 8,231    |
| | Parti travailliste   | John Mulvihill  | 10.5 | 4,813    | 4,838    | 5,559    |          |
| | Sinn Féin            | June Murphy     | 5.7  | 2,624    | 2,685    |          |          |
| | Parti vert           | Martin O'Keeffe | 2.5  | 1,136    | 1,151    |          |          |
| | Christian Solidarity | Patrick Manning | 0.4  | 187      | 189      |          |          |
| Électorat : 72,702 Valide : 45,788 Non valide : 546 (1.2%) Quota : 9,158 Participation : 46,334 (63.7%) |                      |                 |      |          |          |          |          |

### Élections générales irlandaises de 1997
| Parti | Parti                    | Candidat         | Première préférence | %    | Siège | Comptage |
| --- | ------------------------ | ---------------- | ------------------- | ---- | ----- | -------- |
| | Fianna Fáil              | Ned O'Keeffe     | 8,737               | 20.3 | 1     | 1        |
| | Fianna Fáil              | Michael Ahern    | 6,959               | 16.2 | 2     | 6        |
| | Fine Gael                | Paul Bradford    | 7,859               | 18.3 | 3     | 7        |
| | Fine Gael                | David Stanton    | 5,117               | 11.9 | 4     | 8        |
| | Democratic Left          | Joe Sherlock     | 4,622               | 10.7 |       |          |
| | Parti travailliste       | John Mulvihill   | 3,500               | 8.1  |       |          |
| | Démocrates progressistes | J. J. Flavin     | 1,830               | 4.3  |       |          |
| | National Party           | Mairead Scannell | 1,637               | 3.8  |       |          |
| | Sinn Féin                | Kieran McCarthy  | 1,534               | 3.6  |       |          |
| | Sans étiquette           | Seán O'Connor    | 1,281               | 3.0  |       |          |
| 'Électorat : 63,653 Valide : 43,076 Non valide : 331 (0.8%) Quota : 8,616 Participation : 43,407 (68.2%) |                          |                  |                     |      |       |          |

### Élections générales irlandaises de 1992
| Parti | Parti                            | Candidat            | Première préférence | %    | Siège | Comptage |
| --- | -------------------------------- | ------------------- | ------------------- | ---- | ----- | -------- |
| | Fianna Fáil                      | Ned O'Keeffe        | 8,380               | 20.2 | 1     | 1        |
| | Fine Gael                        | Paul Bradford       | 6,750               | 16.3 | 2     | 7        |
| | Fianna Fáil                      | Michael Ahern       | 7,418               | 17.9 | 3     | 7        |
| | Parti travailliste               | John Mulvihill      | 5,703               | 13.8 | 4     | 7        |
| | Fine Gael                        | Patrick Hegarty     | 4,594               | 11.1 |       |          |
| | Democratic Left                  | Joe Sherlock        | 5,351               | 12.9 |       |          |
| | Fine Gael                        | Michael Hegarty     | 2,562               | 6.2  |       |          |
| | Sinn Féin                        | Kieran McCarthy     | 366                 | 0.9  |       |          |
| | Sans étiquette                   | Maurice Quinlan     | 212                 | 0.5  |       |          |
| | Parti des travailleurs d'Irlande | Sandra Doyle Condon | 153                 | 0.4  |       |          |
| 'Électorat : 58,556 Valide : 41,489 Non valide : 684 (1.6%) Quota : 8,298 Participation : 42,173 (72.0%) |                                  |                     |                     |      |       |          |

### Élections générales irlandaises de 1989
| Parti                                                        | Parti                            | Candidat          | Première préférence | %    | Siège | Comptage |
| ------------------------------------------------------------ | -------------------------------- | ----------------- | ------------------- | ---- | ----- | -------- |
|                                                              | Fianna Fáil                      | Ned O'Keeffe      | 8,851               | 21.6 | 1     |          |
|                                                              | Fine Gael                        | Paul Bradford     | 7,663               | 18.7 | 2     |          |
|                                                              | Parti des travailleurs d'Irlande | Joe Sherlock      | 7,414               | 18.1 | 3     |          |
|                                                              | Fianna Fáil                      | Michael Ahern     | 7,396               | 18.0 | 4     |          |
|                                                              | Fine Gael                        | Patrick Hegarty   | 7,068               | 17.2 |       |          |
|                                                              | Parti travailliste               | Anthony Hobbs     | 1,377               | 3.4  |       |          |
|                                                              | Démocrates progressistes         | Thomas Nagle      | 1,098               | 2.7  |       |          |
|                                                              | Sans étiquette                   | William Fitzsimon | 131                 | 0.3  |       |          |
| 'Électorat : ? Valide : 40,998 Quota : 8,200 Participation : |                                  |                   |                     |      |       |          |

### Élections générales irlandaises de 1987
| Parti                                                        | Parti                            | Candidat        | Première préférence | %    | Siège | Comptage |
| ------------------------------------------------------------ | -------------------------------- | --------------- | ------------------- | ---- | ----- | -------- |
|                                                              | Fianna Fáil                      | Michael Ahern   | 8,169               | 19.6 | 1     |          |
|                                                              | Fianna Fáil                      | Ned O'Keeffe    | 8,178               | 19.6 | 2     |          |
|                                                              | Fine Gael                        | Patrick Hegarty | 6,831               | 16.4 | 3     |          |
|                                                              | Parti des travailleurs d'Irlande | Joe Sherlock    | 6,986               | 16.7 | 4     |          |
|                                                              | Fine Gael                        | Paul Bradford   | 5,908               | 14.1 |       |          |
|                                                              | Démocrates progressistes         | John Guinevan   | 2,340               | 5.6  |       |          |
|                                                              | Démocrates progressistes         | Hugh Hall       | 1,936               | 4.6  |       |          |
|                                                              | Parti travailliste               | Anthony Hobbs   | 888                 | 2.1  |       |          |
|                                                              | Sinn Féin                        | Kieran McCarthy | 534                 | 1.3  |       |          |
| 'Électorat : ? Valide : 41,770 Quota : 8,355 Participation : |                                  |                 |                     |      |       |          |

### Élections générales irlandaises de novembre 1982
| Parti                                                        | Parti                            | Candidat        | Première préférence | %    | Siège | Comptage |
| ------------------------------------------------------------ | -------------------------------- | --------------- | ------------------- | ---- | ----- | -------- |
|                                                              | Fine Gael                        | Myra Barry      | 8,461               | 20.4 | 1     | 1        |
|                                                              | Fianna Fáil                      | Ned O'Keeffe    | 8,324               | 20.0 | 2     | 1        |
|                                                              | Fine Gael                        | Patrick Hegarty | 7,662               | 18.4 | 3     |          |
|                                                              | Fianna Fáil                      | Michael Ahern   | 8,061               | 19.4 | 4     |          |
|                                                              | Parti des travailleurs d'Irlande | Joe Sherlock    | 6,186               | 14.9 |       |          |
|                                                              | Fine Gael                        | Tommy Sheahan   | 1,565               | 3.8  |       |          |
|                                                              | Parti travailliste               | Tomás Ó Conaill | 1,191               | 2.9  |       |          |
|                                                              | Sans étiquette                   | Mary Duggan     | 117                 | 0.3  |       |          |
| 'Électorat : ? Valide : 41,567 Quota : 8,314 Participation : |                                  |                 |                     |      |       |          |

### Élections générales irlandaises de février 1982
| Parti                                                                                                   | Parti                          | Candidat        | %    | Comptage | Comptage | Comptage | Comptage | Comptage |
| Parti                                                                                                   | Parti                          | Candidat        | %    | 1        | 2        | 3        | 4        | 5        |
| --- | ------------------------------ | --------------- | ---- | -------- | -------- | -------- | -------- | -------- |
| | Fine Gael                      | Myra Barry      | 21.5 | 8,870    |          |          |          |          |
| | Fine Gael                      | Patrick Hegarty | 20.2 | 8,309    |          |          |          |          |
| | Fianna Fáil                    | Michael Ahern   | 17.0 | 7,011    | 7,149    | 8,830    |          |          |
| | Sinn Féin - The Workers' Party | Joe Sherlock    | 16.2 | 6,677    | 7,200    | 7,674    | 8,102    | 8,137    |
| | Fianna Fáil                    | Carey Joyce     | 13.6 | 5,601    | 5,659    | 7,257    | 7,456    | 8,008    |
| | Fianna Fáil                    | William Cronin  | 9.2  | 3,799    | 3,845    |          |          |          |
| | Parti travailliste             | Tomás Ó Conaill | 2.3  | 946      |          |          |          |          |
| Électorat : 52,647 Valide : 41,213 Non valide : 321 (0.8%) Quota : 8,243 Participation : 41,534 (78.9%) |                                |                 |      |          |          |          |          |          |

### Élections générales irlandaises de 1981
| Parti                                                        | Parti                          | Candidat        | Première préférence | %    | Siège | Comptage |
| ------------------------------------------------------------ | ------------------------------ | --------------- | ------------------- | ---- | ----- | -------- |
|                                                              | Fine Gael                      | Myra Barry      | 9,373               | 21.9 | 1     | 1        |
|                                                              | Fine Gael                      | Patrick Hegarty | 7,686               | 17.9 | 2     |          |
|                                                              | Sinn Féin - The Workers' Party | Joe Sherlock    | 6,241               | 14.6 | 3     |          |
|                                                              | Fianna Fáil                    | Carey Joyce     | 5,661               | 13.2 | 4     |          |
|                                                              | Fianna Fáil                    | John Brosnan    | 4,401               | 10.3 |       |          |
|                                                              | Fianna Fáil                    | Joe Dowling     | 3,489               | 8.1  |       |          |
|                                                              | Fianna Fáil                    | Charles Mortell | 2,773               | 6.5  |       |          |
|                                                              | Fine Gael                      | Tommy Sheahan   | 2,363               | 5.5  |       |          |
|                                                              | Parti travailliste             | Edward Allen    | 457                 | 1.1  |       |          |
|                                                              | Parti travailliste             | Mary Noonan     | 267                 | 0.6  |       |          |
|                                                              | Sans étiquette                 | Mary Duggan     | 150                 | 0.4  |       |          |
| 'Électorat : ? Valide : 42,861 Quota : 8,573 Participation : |                                |                 |                     |      |       |          |

### Élections générales irlandaises de 1957
| Parti                                                        | Parti              | Candidat         | Première préférence | %    | Siège | Comptage |
| ------------------------------------------------------------ | ------------------ | ---------------- | ------------------- | ---- | ----- | -------- |
|                                                              | Fianna Fáil        | Martin Corry     | 6,873               | 25.0 | 1     | 1        |
|                                                              | Fianna Fáil        | John Moher       | 6,628               | 24.1 | 2     |          |
|                                                              | Fine Gael          | Richard Barry    | 5,255               | 19.1 | 3     |          |
|                                                              | Fine Gael          | Patrick O'Gorman | 4,618               | 16.8 |       |          |
|                                                              | Sinn Féin          | Liam Ó Mochloir  | 2,365               | 8.6  |       |          |
|                                                              | Parti travailliste | Michael Devane   | 1,750               | 6.4  |       |          |
| 'Électorat : ? Valide : 27,489 Quota : 6,873 Participation : |                    |                  |                     |      |       |          |

### Élections générales irlandaises de 1954
| Parti                                                        | Parti              | Candidat         | Première préférence | %    | Siège | Comptage |
| ------------------------------------------------------------ | ------------------ | ---------------- | ------------------- | ---- | ----- | -------- |
|                                                              | Fine Gael          | Richard Barry    | 7,026               | 23.6 | 1     |          |
|                                                              | Fianna Fáil        | Martin Corry     | 6,714               | 22.6 | 2     |          |
|                                                              | Fianna Fáil        | John Moher       | 5,925               | 19.9 | 3     |          |
|                                                              | Fine Gael          | Patrick O'Gorman | 4,489               | 15.1 |       |          |
|                                                              | Parti travailliste | Seán Keane, Jnr  | 4,081               | 13.7 |       |          |
|                                                              | Clann na Talmhan   | Denis Heskin     | 1,492               | 5.0  |       |          |
| 'Électorat : ? Valide : 29,727 Quota : 7,432 Participation : |                    |                  |                     |      |       |          |

### Élections générales irlandaises partielle de 1953
Après le décès du député Seán Keane, Snr, une élection partielle a lieu le 18 juin 1953. Le siège est gagné par le candidat Richard Barry.
| Parti                                                                    | Parti              | Candidat        | Première préférence | %    | Siège | Comptage |
| ------------------------------------------------------------------------ | ------------------ | --------------- | ------------------- | ---- | ----- | -------- |
|                                                                          | Fine Gael          | Richard Barry   | 12,497              | 42.8 | 1     |          |
|                                                                          | Fianna Fáil        | John Moher      | 11,823              | 40.4 |       |          |
|                                                                          | Parti travailliste | Seán Keane, Jnr | 4,902               | 16.8 |       |          |
| 'Électorat : 37,057 Valide : 29,222 Quota : 14,612 Participation : 78.9% |                    |                 |                     |      |       |          |

### Élections générales irlandaises de 1951
| Parti                                                        | Parti              | Candidat          | Première préférence | %    | Siège | Comptage |
| ------------------------------------------------------------ | ------------------ | ----------------- | ------------------- | ---- | ----- | -------- |
|                                                              | Fianna Fáil        | Martin Corry      | 7,430               | 24.6 | 1     |          |
|                                                              | Fine Gael          | Patrick O'Gorman  | 4,688               | 15.5 | 2     |          |
|                                                              | Parti travailliste | Seán Keane, Snr   | 5,296               | 17.6 | 3     |          |
|                                                              | Fianna Fáil        | John Moher        | 5,261               | 17.4 |       |          |
|                                                              | Fine Gael          | Richard Barry     | 4,337               | 14.4 |       |          |
|                                                              | Clann na Talmhan   | John Ryall        | 1,792               | 5.9  |       |          |
|                                                              | Sans étiquette     | Veronica Hartland | 1,360               | 4.5  |       |          |
| 'Électorat : ? Valide : 30,164 Quota : 7,542 Participation : |                    |                   |                     |      |       |          |

### Élections générales irlandaises de 1948
| Parti                                                        | Parti              | Candidat         | Première préférence | %    | Siège | Comptage |
| ------------------------------------------------------------ | ------------------ | ---------------- | ------------------- | ---- | ----- | -------- |
|                                                              | Fianna Fáil        | Martin Corry     | 7,172               | 24.5 | 1     |          |
|                                                              | Fine Gael          | Patrick O'Gorman | 4,072               | 13.9 | 2     |          |
|                                                              | Parti travailliste | Seán Keane, Snr  | 4,066               | 13.9 | 3     |          |
|                                                              | Fianna Fáil        | Leo Skinner      | 4,013               | 13.7 |       |          |
|                                                              | Clann na Talmhan   | Daniel Cashman   | 3,352               | 11.4 |       |          |
|                                                              | Fine Gael          | Joseph Ahern     | 2,170               | 7.4  |       |          |
|                                                              | Clann na Poblachta | Michael Burke    | 1,638               | 5.6  |       |          |
|                                                              | Sans étiquette     | William Dwyer    | 1,167               | 4.0  |       |          |
|                                                              | Clann na Poblachta | Garrett Roche    | 833                 | 2.8  |       |          |
|                                                              | Sans étiquette     | Patrick O'Brien  | 823                 | 2.8  |       |          |
| 'Électorat : ? Valide : 29,306 Quota : 7,327 Participation : |                    |                  |                     |      |       |          |

### Élections générales irlandaises de 1933
| Parti                                                        | Parti                 | Candidat          | Première préférence | %    | Siège | Comptage |
| ------------------------------------------------------------ | --------------------- | ----------------- | ------------------- | ---- | ----- | -------- |
|                                                              | Fianna Fáil           | Martin Corry      | 10,923              | 25.0 | 1     | 1        |
|                                                              | National Centre Party | William Kent      | 7,712               | 17.6 | 2     | 1        |
|                                                              | Fianna Fáil           | Patrick Murphy    | 5,092               | 11.6 | 3     |          |
|                                                              | Cumann na nGaedheal   | William Broderick | 4,432               | 10.1 | 4     |          |
|                                                              | Cumann na nGaedheal   | Patrick Daly      | 3,645               | 8.3  | 5     |          |
|                                                              | Sans étiquette        | Brook Brasier     | 4,389               | 10.0 |       |          |
|                                                              | Fianna Fáil           | Patrick O'Brien   | 4,244               | 9.7  |       |          |
|                                                              | Cumann na nGaedheal   | Edward Cronin     | 3,324               | 7.6  |       |          |
| 'Électorat : ? Valide : 43,761 Quota : 7,294 Participation : |                       |                   |                     |      |       |          |

### Élections générales irlandaises de 1932
| Parti                                                        | Parti               | Candidat          | Première préférence | %    | Siège | Comptage |
| ------------------------------------------------------------ | ------------------- | ----------------- | ------------------- | ---- | ----- | -------- |
|                                                              | Cumann na nGaedheal | William Broderick | 5,453               | 13.8 | 1     |          |
|                                                              | Cumann na nGaedheal | John Daly         | 4,477               | 11.3 | 2     |          |
|                                                              | Sans étiquette      | Brook Brasier     | 4,245               | 10.7 | 3     |          |
|                                                              | Fianna Fáil         | Patrick Murphy    | 5,518               | 13.9 | 4     |          |
|                                                              | Fianna Fáil         | Martin Corry      | 4,939               | 12.5 | 5     |          |
|                                                              | Fianna Fáil         | William Kent      | 4,870               | 12.3 |       |          |
|                                                              | Cumann na nGaedheal | Edmond Carey      | 3,519               | 8.9  |       |          |
|                                                              | Cumann na nGaedheal | Michael Hennessy  | 2,703               | 6.8  |       |          |
|                                                              | Parti travailliste  | Eamonn Lynch      | 2,154               | 5.4  |       |          |
|                                                              | Farmers' Party      | David O'Gorman    | 1,746               | 4.4  |       |          |
| 'Électorat : ? Valide : 39,624 Quota : 6,605 Participation : |                     |                   |                     |      |       |          |

### Élections générales irlandaises de septembre 1927
| Parti                                                        | Parti               | Candidat          | Première préférence | %    | Siège | Comptage |
| ------------------------------------------------------------ | ------------------- | ----------------- | ------------------- | ---- | ----- | -------- |
|                                                              | Fianna Fáil         | Martin Corry      | 4,208               | 11.8 | 1     |          |
|                                                              | Cumann na nGaedheal | John Daly         | 5,125               | 14.4 | 2     |          |
|                                                              | Cumann na nGaedheal | Michael Hennessy  | 5,130               | 14.4 | 3     |          |
|                                                              | Cumann na nGaedheal | Edmond Carey      | 3,851               | 10.8 | 4     |          |
|                                                              | Fianna Fáil         | William Kent      | 3,014               | 8.5  | 5     |          |
|                                                              | Farmers' Party      | David O'Gorman    | 2,988               | 8.4  |       |          |
|                                                              | Parti travailliste  | Eamonn Lynch      | 2,918               | 8.2  |       |          |
|                                                              | Fianna Fáil         | John Barry        | 2,888               | 8.1  |       |          |
|                                                              | Farmers' Party      | Brook Brasier     | 1,951               | 5.5  |       |          |
|                                                              | Sans étiquette      | Philip Barry      | 1,812               | 5.1  |       |          |
|                                                              | Fianna Fáil         | Séamus Fitzgerald | 1,700               | 4.8  |       |          |
| 'Électorat : ? Valide : 35,585 Quota : 5,931 Participation : |                     |                   |                     |      |       |          |

### Élections générales irlandaises de juin 1927
| Parti                                                        | Parti               | Candidat          | Première préférence | %    | Siège | Comptage |
| ------------------------------------------------------------ | ------------------- | ----------------- | ------------------- | ---- | ----- | -------- |
|                                                              | Cumann na nGaedheal | Michael Hennessy  | 3,743               | 11.1 | 1     |          |
|                                                              | Sans étiquette      | John Daly         | 3,704               | 10.9 | 2     |          |
|                                                              | Fianna Fáil         | Martin Corry      | 3,666               | 10.8 | 3     |          |
|                                                              | Sinn Féin           | David Kent        | 3,870               | 11.4 | 4     |          |
|                                                              | Farmers' Party      | David O'Gorman    | 2,251               | 6.7  | 5     |          |
|                                                              | Sans étiquette      | Edmond Carey      | 2,976               | 8.8  |       |          |
|                                                              | Sans étiquette      | Frederick McCabe  | 2,714               | 8.0  |       |          |
|                                                              | Fianna Fáil         | John Barry        | 2,210               | 6.5  |       |          |
|                                                              | Farmers' Party      | John Dinneen      | 1,853               | 5.5  |       |          |
|                                                              | Cumann na nGaedheal | Michael Cahill    | 1,830               | 5.4  |       |          |
|                                                              | Parti travailliste  | Patrick Murphy    | 1,793               | 5.3  |       |          |
|                                                              | Farmers' Party      | Brook Brasier     | 1,724               | 5.1  |       |          |
|                                                              | Cumann na nGaedheal | Michael K. Noonan | 1,379               | 4.1  |       |          |
|                                                              | Sans étiquette      | Eugene Joyce      | 161                 | 0.5  |       |          |
| 'Électorat : ? Valide : 33,874 Quota : 5,646 Participation : |                     |                   |                     |      |       |          |

### Élections générales irlandaises partielle de 1924
Après le décès du député du Cumann na nGaedheal Thomas O'Mahony, une élection partielle a lieu le 18 novembre 1924. Le siège est gagné par le candidat du Cumann na nGaedheal  Michael K. Noonan.
| Parti                                                                    | Parti               | Candidat          | Première préférence | %    | Siège | Comptage |
| ------------------------------------------------------------------------ | ------------------- | ----------------- | ------------------- | ---- | ----- | -------- |
|                                                                          | Cumann na nGaedheal | Michael K. Noonan | 17,717              | 58.8 | 1     | 1        |
|                                                                          | Republican          | Michael Walsh     | 12,399              | 41.2 |       |          |
| 'Électorat : 53,752 Valide : 30,116 Quota : 15,059 Participation : 56.0% |                     |                   |                     |      |       |          |

### Élections générales irlandaises de 1923
| Parti                                                                   | Parti               | Candidat          | Première préférence | %    | Siège | Comptage |
| ----------------------------------------------------------------------- | ------------------- | ----------------- | ------------------- | ---- | ----- | -------- |
|                                                                         | Sans étiquette      | John Daly         | 6,391               | 21.1 | 1     | 1        |
|                                                                         | Cumann na nGaedheal | Michael Hennessy  | 6,152               | 20.3 | 2     | 1        |
|                                                                         | Republican          | David Kent        | 5,524               | 18.2 | 3     | 1        |
|                                                                         | Farmers' Party      | John Dinneen      | 3,927               | 12.9 | 4     | 6        |
|                                                                         | Cumann na nGaedheal | Thomas O'Mahony   | 2,023               | 6.7  | 5     | 8        |
|                                                                         | Farmers' Party      | David O'Gorman    | 1,672               | 5.5  |       |          |
|                                                                         | Farmers' Party      | William Fahy      | 1,539               | 5.1  |       |          |
|                                                                         | Cumann na nGaedheal | Daniel Hegarty    | 1,516               | 5.0  |       |          |
|                                                                         | Republican          | Séamus Fitzgerald | 1,428               | 4.7  |       |          |
|                                                                         | Republican          | Cornelius Molan   | 179                 | 0.6  |       |          |
| 'Électorat : 56,600 Valide : 30,351 Quota : 5,059 Participation : 53.6% |                     |                   |                     |      |       |          |